# Hólar
Hólar (Hólar í Hjaltadal, [ˈhouːlar i ˈçal̥taˌtaˑl]) ist ein kleiner Ort mit 106 Einwohnern (1. Januar 2023) im Norden Islands in der Region Norðurland vestra.
Er war jahrhundertelang (von 1106 bis 1801) als zweiter, von Jón Ögmundsson gegründeter Bischofssitz neben Skálholt ein bedeutender Ort in Island. Heute gibt es hier eine Fachhochschule für Pferde- und Fischzucht sowie für Tourismus.
Die Pfarrei Hólar mit der Domkirche in der Gemeinde Skagafjörður ist seit der Reformation evangelisch. Auf Hólar bezieht sich der Titel eines evangelisch-lutherischen Titularbistums und eines katholischen Titularbistums.

## Geschichte
Das katholische Bistum Hólar wurde 1106 gegründet und umfasste Nordisland, sein erster Bischof war Jón Ögmundsson (Ögmundsson), und es bestand bis 1550, d. h. bis zur Reformation. Berühmtheit erlangte der letzte katholische Bischof Jón Arason, der sich energisch der Reformation widersetzte und nach längeren, teilweise auch militärischen Auseinandersetzungen, von Leuten des dänischen Königs gefangen genommen und 1550 in Skálholt hingerichtet wurde.
Nach einem Intervall von zwei Jahren wurde es 1552 evangelisch-lutherisch, sein letzter evangelischer Bischof war von 1789 bis 1798 Sigurður Stefánsson. Das evangelische Bistum wurde anschließend mit demjenigen von Skálholt zu einem evangelischen gesamtisländischen Bistum zusammengelegt, wobei das frühere Bistum des Südens in Skálholt schon seit 1784 wegen der in Skálholt größeren Erdbebengefahr von Reykjavík aus verwaltet worden war.
1923 wurde ein neues katholisches Bistum in Reykjavík gegründet.

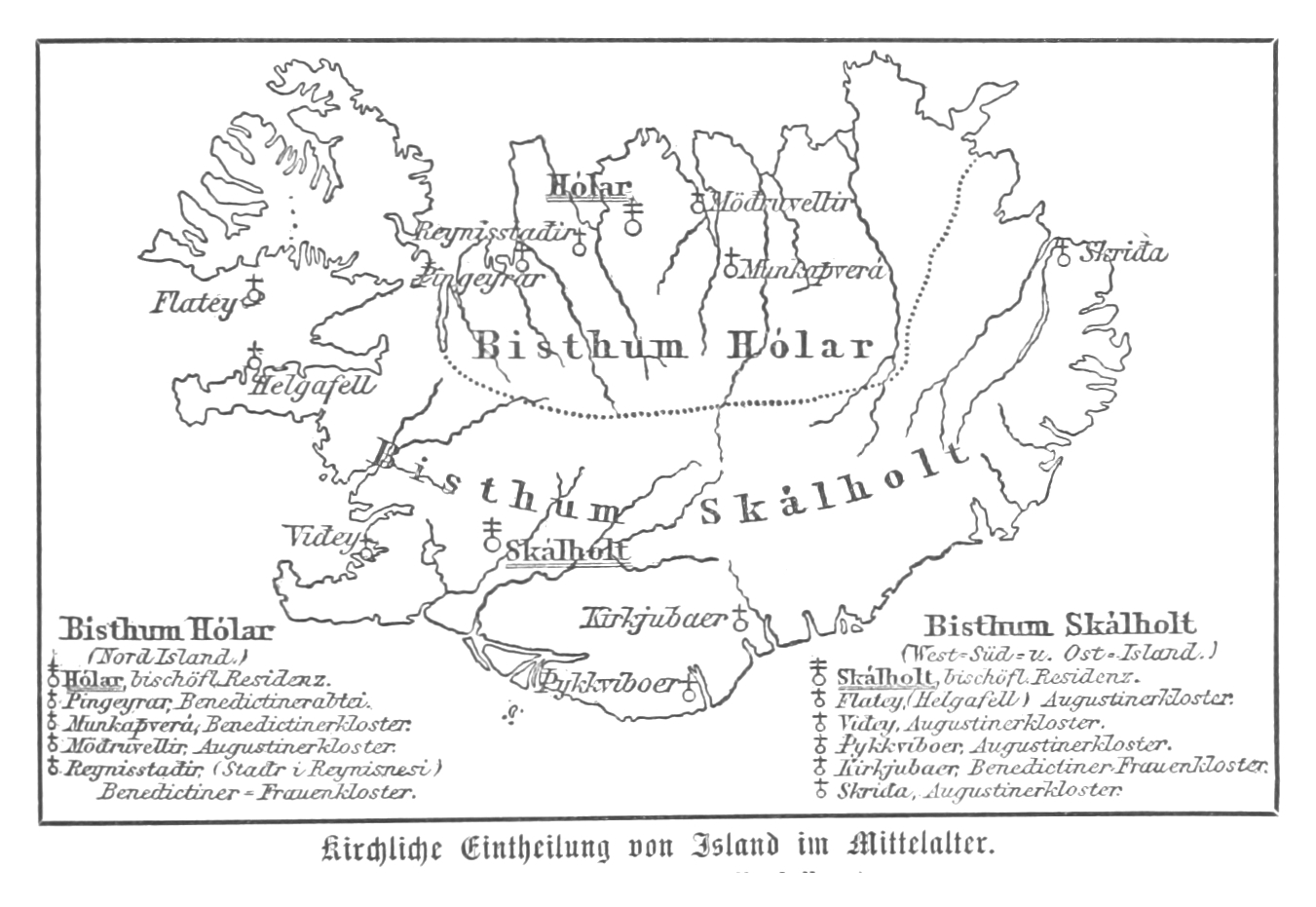
Karte der isländischen Bistümer und Klöster im Mittelalter
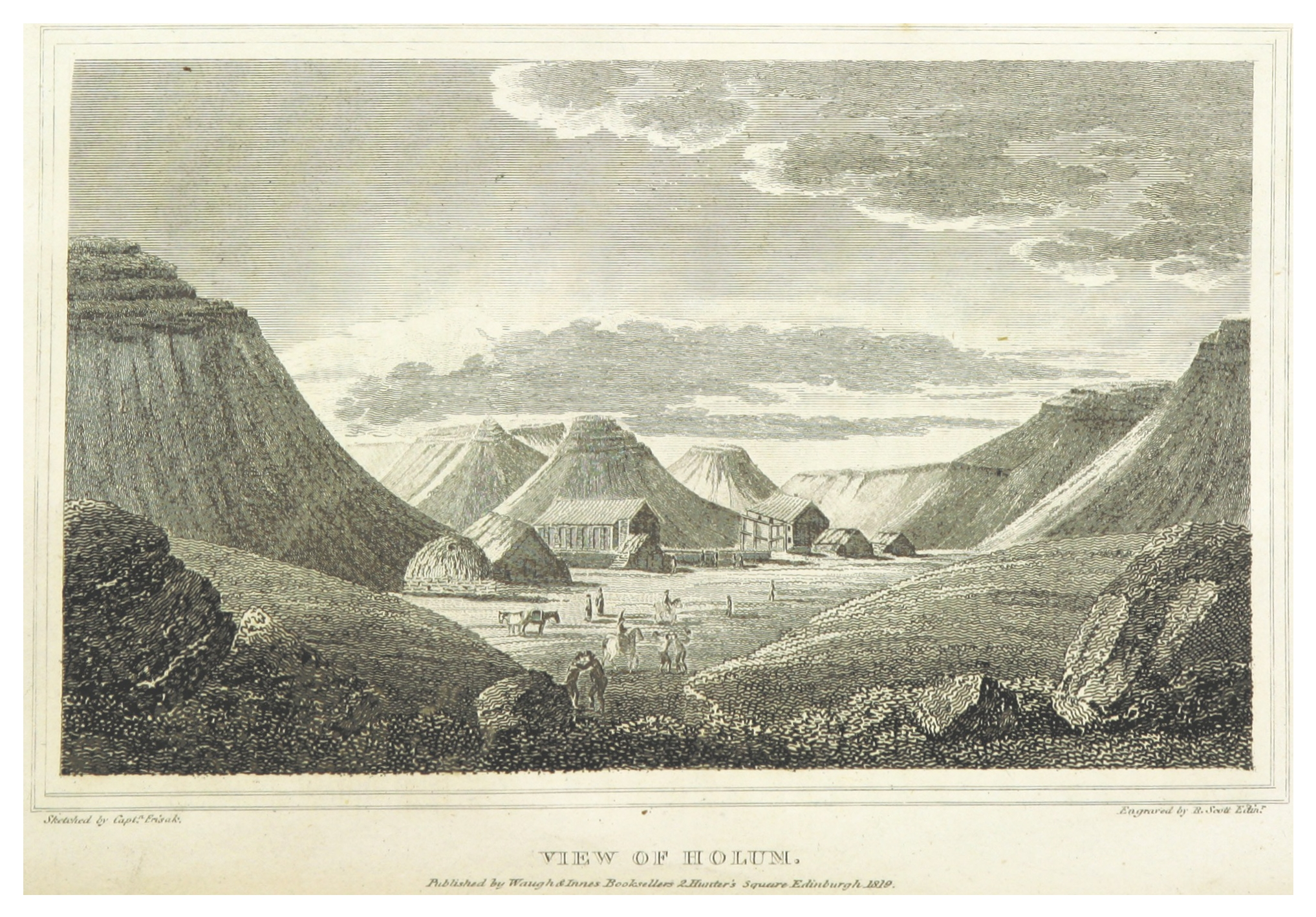
Ortsansicht (um 1815)
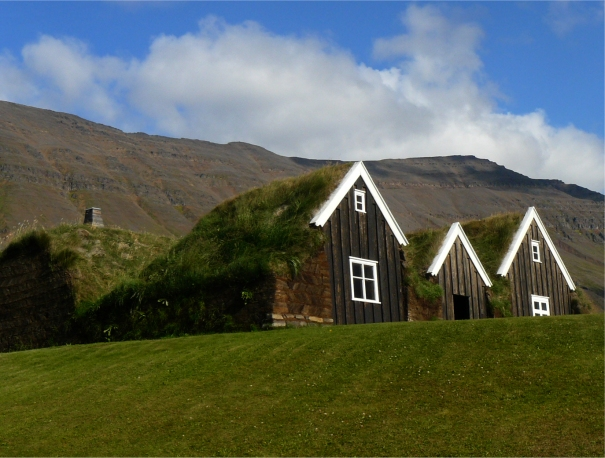
Häuser in Hólar
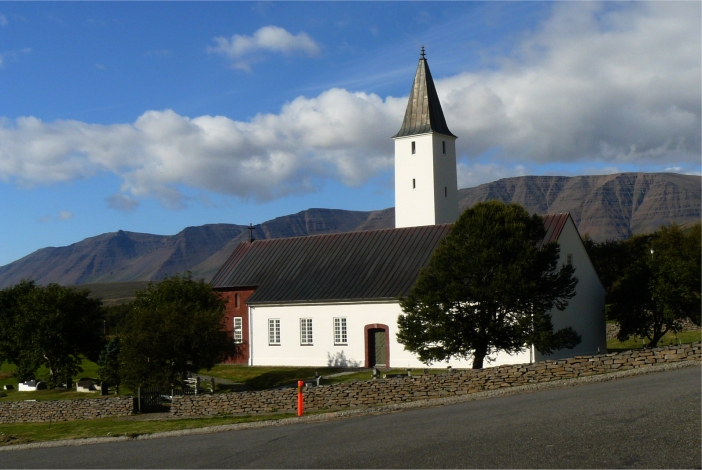
Kirche in Hólar
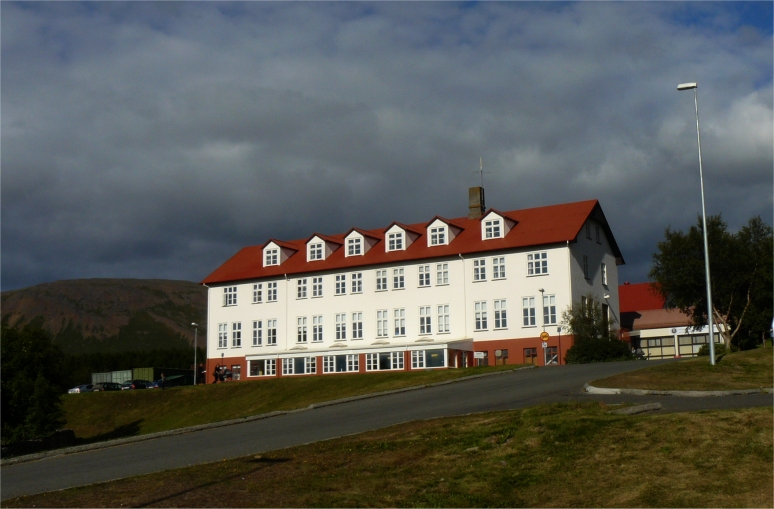
Hochschule Hólaskóli